# North Las Vegas
North Las Vegas is een stad in de Amerikaanse staat Nevada en telt 115.488 inwoners. Het is hiermee de 194e stad in de Verenigde Staten (2000). De oppervlakte bedraagt 203,2 km², waarmee het de 86e stad is.

## Demografie
De bevolking was in 2000 voor 5,8 % ouder dan 65 jaar en bestond voor 13,6 % uit eenpersoonshuishoudens. De werkloosheid bedroeg 7,2 %.
Ongeveer 37,6 % van de bevolking van North Las Vegas bestaat uit hispanics en latino's, 19 % is van Afrikaanse oorsprong en 3,2 % van Aziatische oorsprong.

## Klimaat
In januari is de gemiddelde temperatuur 7,5 °C, in juli is dat 32,8 °C. Jaarlijks valt er gemiddeld 104,9 mm neerslag (gegevens op basis van de meetperiode 1961-1990).

## Plaatsen in de nabije omgeving
De onderstaande figuur toont nabijgelegen plaatsen in een straal van 16 km rond North Las Vegas.